# Hermannia stipitata
Hermannia stipitata är en malvaväxtart som beskrevs av Neville Stuart Pillans. Hermannia stipitata ingår i släktet Hermannia och familjen malvaväxter. Inga underarter finns listade i Catalogue of Life.